# Jalapa (Guatemala)
Jalapa ist eine Stadt in Guatemala und Verwaltungssitz des Departamentos Jalapa sowie der gleichnamigen Großgemeinde (Municipio), die etwa 120.000 Einwohner hat.

## Lage und Klima
Die Stadt liegt etwa 100 km östlich von Guatemala-Stadt am Fuße des Vulkans Jumay und des Alcoba-Gebirges inmitten eines Hochlandplateaus auf 1362 m Höhe. Man erreicht Jalapa von Guatemala-Stadt aus in der Regel nur auf Umwegen. Jalapa ist für sein gemäßigtes Klima bekannt.

## Wirtschaft und Tourismus
In Jalapa und Umgebung werden die verschiedensten landwirtschaftlichen Produkte erzeugt, darunter Kaffee, Kartoffeln, Mais, Bohnen, Bananen, Maniok, Tabak und Zuckerrohr. Wichtig ist die Pferde- und Viehzucht. Jalapa ist für seinen Hartkäse und seine Butter bekannt. Von Bedeutung sind auch die Forstwirtschaft, das Kunsthandwerk und der Dienstleistungssektor. Exportiert werden Zierpflanzen.
Der Tourismus spielt nur eine untergeordnete Rolle. In Jalapa werden regelmäßig Rodeos, Stier- und Hahnenkämpfe veranstaltet. Auf dem zentralen Platz der Stadt steht ein versteinerter Baum. Größere religiöse Feierlichkeiten werden jährlich vom 2. bis zum 5. Mai abgehalten (Santa Cruz).
In Jalapa befindet sich eine Außenstelle der Universidad de San Carlos de Guatemala.

## Geschichte
In der Kolonialzeit gehörte Jalapa zum Corregimiento de Chiquimula. Nach dem schweren Erdbeben von 1773 plante man die Verlegung der Hauptstadt des Generalkapitanats Guatemala von Antigua Guatemala nach Jalapa. Eine Expertenkommission hielt sowohl Lage als auch Klima für geeignet, riet jedoch auf Grund des Wassermangels vom Ausbau des Ortes zur Hauptstadt ab. Jalapa wurde am 24. November 1873 Hauptstadt des neu eingerichteten gleichnamigen Departamentos. Der Name Jalapa leitet sich von dem Maya-Begriff Xalapán ab, der so viel bedeutet wie „sandiges Wasser“.